# Villa d'Este
Villa d'Este je vila v italském Tivoli nedaleko Říma. Je postavena v renesančním slohu a tvoří jednu z vrcholných ukázek italské klasické i zahradní architektury.
V roce 2002 byla stavba i s přilehlými zahradami zařazena mezi kulturní památky světového dědictví UNESCO.

## Historie

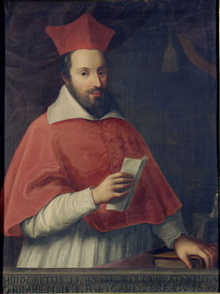
Kardinál Ippolito d'Este, zakladatel vily d'Este a jejích zahrad

Vilu nechal postavit kardinál Ippolito II. d'Este (1509–1572), druhorozený syn Alfonse I. d'Este, vévody ferrarského, a vnuk papeže Alexandra VI. ze strany matky, Lucrezie Borgie. Rod d’Este vládl Ferraře od roku 1393 a prosluli jako patroni umění a renesančních humanistických učenců. Jako druhorozený syn byl Ippolito předurčen pro církevní dráhu; arcibiskupem milánským se stal už v deseti letech. Ve věku 27 let byl vyslán na francouzský dvůr, kde se stal poradcem francouzského krále Františka I., a roku 1540 se stal členem královské Tajné rady. Ve třiceti letech byl na žádost krále jmenován papežem Pavlem III. kardinálem. Díky svým církevním a královským kontaktům se stal jedním z nejbohatších kardinálů své doby, s odhadovaným ročním příjmem 120 000 skudů. Byl štědrým mecenášem umění, podporoval mimo jiné sochaře Benvenuta Celliniho, hudebníka Giovanniho Pierluigiho da Palestrina a básníka Torquata Tassa. Přestože měl obrovské příjmy, neustále se potýkal s dluhy.
Nový francouzský král, Jindřich II., jej vyslal jako vyslance do Říma, kde sehrál významnou roli v politickém a společenském životě města. Zdálo se, že má nakročeno stát se papežem, a do této ambice investoval veškeré své prostředky i vliv. V době reformace a Tridentského koncilu však jeho okázalý životní styl působil proti němu. Jeho první kandidaturu na papeže v roce 1549, podporovanou francouzským králem, zablokoval habsburský císař. D’Este se rychle vzdal kandidatury, podpořil habsburského kandidáta a byl za to 3. prosince 1549 odměněn Kolegiem kardinálů doživotním jmenováním guvernérem města Tivoli. Tento titul mu vyhovoval, neboť byl již tehdy vášnivým sběratelem starožitností a funkce mu dávala pravomoc nad oblastí Hadriánovy vily a dalších právě odkrývaných památek. Svého cíle stát se papežem se však nikdy nevzdal – kandidoval celkem pětkrát, ale nikdy nebyl zvolen.